# Production I.G
Production I.G (プロダクション・アイジー?, Kabushiki-gaisha Purodakushon Ai Jī) è uno studio di animazione giapponese produttore di numerosi anime, film e OAV.
Le principali opere cinematografiche che contraddistinguono lo studio sono Ghost in the Shell (1995, diretto da Mamoru Oshii), Jin-Roh: Uomini e lupi (1999, diretto da Hiroyuki Okiura), Blood: The Last Vampire (2000, diretto da Hiroyuki Kitakubo), Ghost in the Shell 2 - Innocence (イノセンス?, Inosensu, pronuncia giapponese della parola inglese "Innocence") (2004, diretto da Mamoru Oshii).
Ghost in the Shell 2 - Innocence (イノセンス?, Inosensu) è stato il primo film d'animazione giapponese a competere per la Palma d'oro al Festival di Cannes.
Tra le serie TV hanno riscosso notevole successo Ghost in the Shell: Stand Alone Complex (2002, diretta da Kenji Kamiyama), Blood+ (2005, diretta da Junichi Fujisaku), Sengoku Basara (2009), diretta da Itsuro Kawasaki, Higashi no Eden (2009), diretto da Kenji Kamiyama e Guilty Crown (2011), diretto da Tetsurō Araki e altre.
Oltre alle produzioni indipendenti, Production I.G collabora costantemente con numerosi studi giapponesi come produttrice delle animazioni. Ha cooperato con lo Studio Ghibli (La città incantata, Il castello errante di Howl), con Gainax (Neon Genesis Evangelion, FLCL), con Sunrise (I cieli di Escaflowne), con Bones (Eureka 7) e altri.
Production I.G ha anche collaborato con Quentin Tarantino per la sequenza animata presente nel film Kill Bill: Volume 1.
Production I.G è attiva anche nel produrre animazione per videogiochi come Ace Combat 3: Electrosphere, Xenogears, i remake per PSP dei primi due capitoli di Star Ocean e diversi titoli della serie di Tales of.
Le lettere I e G nel nome della compagnia stanno per le iniziali dei cognomi dei due fondatori, Mitsuhisa Ishikawa e Takayuki Goto.
Fino al 2006 gli studi d'animazione Xebec e Bee Train erano di proprietà di Production I.G, per poi diventare indipendenti.

## Opere

### Film
- Patlabor: The Movie (1989)
- Kaze no Tairiku (1992)
- Patlabor 2: The Movie (1993)
- Ghost in the Shell (1995)
- Neon Genesis Evangelion: Death & Rebirth (1997)
- Neon Genesis Evangelion: The End of Evangelion (1997)
- Mobile Battleship Nadesico - The Movie - Il principe delle tenebre (1998)
- Jin-Roh - Uomini e lupi (2000)
- Blood: The Last Vampire (2000)
- Sakura Wars - Il film (2001)
- Kill Bill: Volume 1 (sequenza animata, 2003)
- Ghost in the Shell 2 - Innocence (2004)
- Dead Leaves (2004)
- Tsubasa Chronicle: la Principessa del Regno delle Gabbie per Uccelli (2005)
- xxxHOLiC: sogno di una notte di mezza estate (2005)
- Ghost in the Shell: Stand Alone Complex - The Laughing Man (2005)
- Ghost in the Shell: Stand Alone Complex - 2nd GIG - Individual Eleven (2006)
- Tachiguishi Retsuden (2006)
- The Sky Crawlers - I cavalieri del cielo (2008)
- Hottarake no Shima: Haruka to Mahō no Kagami (2009)
- Tales of Vesperia: The First Strike (2009)
- Higashi no Eden Compilation: Air Communication (2009)
- Higashi no Eden the Movie I: The King of Eden (2009)
- Higashi no Eden the Movie II: Paradise Lost (2010)
- Bungaku Shōjo (2010)
- Break Blade (2010-2011, sei film)
- Dante's Inferno - Un poema animato (2010)
- Loups=Garous (2010)
- Una lettera per Momo (2011)
- Sengoku Basara: The Last Party (2011)
- Blood-C: The Last Dark (2012)
- Mass Effect: Paragon Lost (2012)
- Garm Wars - L'ultimo druido (2014)
- Giovanni no Shima (2014)
- L'attacco dei giganti - parte 1: Arco e frecce scarlatte (2014)
- L'attacco dei giganti - parte 2: Le ali della libertà (2015)
- Gekijō-ban Psycho-Pass (2015)
- Miss Hokusai (2015)
- Ghost in the Shell 2.0 (film 2015) (2015)
- Mitsuami no Kamisama (2015)
- Kuroko's Basketball The Movie: Last Game (2017)
- Haikyu!! Battaglia all'ultimo rifiuto (2024)

### Serie TV
- Zillion (1987)
- Blue Seed (1994, assieme a Ashi Productions)
- Medarot Damashii (2000)
- I Vampiriani - Vampiri vegetariani (2001)
- Ghost in the Shell: Stand Alone Complex (2002)
- Cromartie High School (2003)
- Otogi Zoshi (2004)
- Fūjin Monogatari' (2004)
- BLOOD+ (2005)
- Immortal Grand Prix (2005)
- Le Chevalier D'Eon (2006)
- xxxHOLiC (2006)
- Ani*Kuri15 (episodi "Project Mermaid" e "Wandaba Kiss", 2007)
- Ghost Hound (2007)
- Seirei no moribito (2007)
- Reideen (2007)
- xxxHOLiC Kei (2008)
- Real Drive (2008)
- Toshokan sensō (2008)
- Arrivare a te (2009)
- Kemono no sōja Erin (2009)
- Sengoku Basara (2009)
- L'immortale (2010, assieme a Bee Train)
- Sengoku Basara 2 (2010)
- Arrivare a te 2 (2011)
- Blood-C (2011)
- Usagi Drop (2011)
- Guilty Crown (2011)
- Shining Hearts: Shiawase no Pan (2012)
- Kuroko's Basket (2012)
- Psycho-Pass (2012)
- Robotics;Notes (2012)
- L'attacco dei giganti (2013, assieme a Wit Studio)
- Suisei no Gargantia (2013)
- Kuroko's Basket 2 (2013)
- A un passo da te - Ao haru ride (2014)
- Haikyu!! (2014)
- Maria the Virgin Witch (2015)
- Kuroko's Basket 3 (2015)
- Haikyu!! 2 (2015)
- Joker Game (2016)
- Welcome to the Ballroom (2017)
- Mahoujin Guru Guru (2017)
- Atom: The Beginning (2017)
- Legend of the Galactic Heroes (2018)
- FLCL (Progressive) (2018)
- FLCL (Alternative) (2018)
- Kaze ga tsuyoku fuiteiru (2018)
- Kabukichō Sherlock (2019)
- Psycho-Pass 3 (2019)
- Noblesse (2020)
- Moriarty the Patriot (2020)
- Aoashi (2022)
- Wonderhatch -Sora-Tobu Ryū no Shima- (2023)
- Heavenly Delusion (2023)
- Dragons of Wonderhatch (2023, assieme a C&I Entertainment)
- Kaiju No. 8 (2024)
- Shinkalion: Change The World (2024, in collaborazione con Signal M.D.)
- Kinnikuman Perfect Origin Arc (2024)
- Uzumaki (2024)
- The Ghost in the Shell (2026, assieme a Science Saru)[2]

### OAV
- Red Photon Zillion: Songstress's Nocturne (1988)
- Proteggi la mia terra (1993)
- The Special Duty Combat Unit Shinesman (1996)
- One Piece: Taose! Kaizoku Gyanzac (1998)
- FLCL (2000, assieme a Gainax)
- Kaidōmaru (2001)
- Golden Boy (2004)
- The King of Fighters: Another Day (2005)
- Ghost in the Shell: S.A.C. Solid State Society (2006)
- Tokyo Marble Chocolate (2007)
- Chocolate Underground (2008)
- Batman: Gotham Knight (2008, episodio "Crossfire")
- Hiyokoi (2010)
- Halo Legends (2010, episodi "The Duel" e "Homecoming")
- Bungaku Shōjo Memoir (2010)
- Vassalord (2013)
- Pokémon: Le origini (2013)

### ONA
- Ultraman (2019-2023)
- Star Wars: Visions (2021, episodio "Il nono Jedi", assieme a Lucasfilm)
- Terminator Zero (2024)

### Videogiochi
- Tales of
- Ghost in the Shell (1997)
- Xenogears (1998)
- Ace Combat 3 : Electrosphere (1999)
- Blood: The Last Vampire (2000)
- Ghost in the Shell: Stand Alone Complex (2004)
- Namco × Capcom (2005)
- Fire Emblem: Path of Radiance (2005)
- Sonic Riders (2006)
- Summon Night 4 (2006)
- Valkyrie Profile 2: Silmeria (2006)
- Il professor Layton e il paese dei misteri (2007)
- Children of Mana (2007)
- Star Ocean: First Departure (2007)
- Star Ocean: Second Evolution (2008)
- Wario Land: The Shake Dimension (2008)
- Sands of Destruction (2008)
- Persona 5 (2017)